# Балфорова декларација
Балфорова декларација (енгл. Balfour Declaration) је било писмо које је британски министар иностраних послова лорд Балфор упутио 2. новембра 1917. Ционистичком савезу Велике Британије и Ирске преко познатог банкара лорда Ротшилда, вође британске јеврејске заједнице, у коме, у име Владе подржава јеврејске тежње за стварање „националног дома“ у Палестини. Тај документ постао је изузетно значајан за ционистички покрет, јер је представљао својеврсну повељу на коју се почео одлучно позивати и користити је.
Писмо лорда Балфора:
Драги лорде Ротшилде,
Имам велико задовољство да у име владе Његовог величанства пренесем следећу декларацију о подршци јеврејским ционистичким аспирацијама које су биле поднете кабинету и од њега одобрене.
Влада Његовог величанства гледа са благонаклоношћу на стварање националног огњишта у Палестини за јеврејски народ и уложиће највеће напоре како би олакшала постизање тог циља при чему треба јасно разумети да неће бити учињено ништа што би могло кршити грађанска и верска права постојећих нејеврејских заједница у Палестини, или права и политички положај који Јевреји уживају у ма којој другој земљи. Био бих Вам захвалан ако бисте овом декларацијом упознали ционистички савез.
Поред финансијске подршке коју је добио од ционистичких кругова, лорд Балфор је имао и других разлога за овакво понашање. Крајем 19. века јеврејске избеглице из источне Европе преплавиле су Европу у којој нису баш радо примане. На лондонским улицама организоване су честе демонстрације против Јевреја, а било је и сукоба.
У време објављивања Балфорове декларације у Палестини је живело 56.000 Јевреја, 1922. тај број се попео на 85.000 Јевреја, 1931. на 174.000 а 1944. на 529.000 Јевреја. Непосредно уочи стварања државе Израел, на тлу Палестине је живело више од 600.000 Јевреја. За 40 година насељавање је вршено плански са посебним напорима да се постигне што већа концентрација јеврејског становништва око Тиберијског језера, Тел Авива и Јерусалима. На дан стварања државе Израел, на тлу Палестине је живело 1.380.000 Арапа. Објављивањем Балфорове декларације, британска влада је озваничила везе са светским ционизмом. Овом приликом дошла је до изражаја вештина британске дипломатије.
Ционистички покрет је сложена организација, може се поредити са удружењем које директно или индиректно окупља десетине или чак стотине различитих црта: верских, идеолошких, хуманитарних, културних и других групација али и које све заједно имају циљ да се боре за подршку Израелу и пружају му помоћ. Оснивачи су покрету дали име по брду ЦИОН на Синајској пустињи на којој је Мојсије добио десет заповести и која је у модерним условима симболизовала тежњу за повратком у Обећану земљу. Од настанка покрета, на окупљање Јевреја у Палестину није се гледало као на хуманитарну, већ искључиво политичку акцију.
Чињеница јесте да није сваки Јеврејин циониста, и да не мора да подржава идеологију за коју се бори овај покрет. Ционизам је под оштром критиком ортодоксних Јевреја који сматрају да нико не може бити присиљен да се врати у Обећану земљу и да је то ствар његове слободне воље и избора.

## Позадина

### Рана британска подршка
Рана британска политичка подршка повећаном јеврејском присуству у региону Палестине била је заснована на геополитичким прорачунима. Ова подршка је почела почетком 1840-их и предводио ју је лорд Палмерстон, након окупације Сирије и Палестине од стране сепаратистичког отоманског гувернера Египта Мухамеда Алија. Француски утицај је порастао у Палестини и на ширем Блиском истоку, а његова улога заштитника католичких заједница почела је да расте, као што је руски утицај растао као заштитника православних у истим регионима. Тиме је Британија остала без сфере утицаја, а самим тим и потребе да пронађу или створе сопствене регионалне „штићенике“. Ова политичка разматрања била су подржана симпатичним евангелистичким хришћанским осећањем према „обнављању Јевреја“ у Палестини међу елементима британске политичке елите из средине 19. века – пре свега лорда Шефтсберија. Британско министарство иностраних послова је активно подстицало јеврејску емиграцију у Палестину, што је илустровано у саветима Чарлса Хенрија Черчила из 1841–1842 Мосесу Монтефјореу, вођи британске јеврејске заједнице.
Такви напори су били преурањени, и нису успели;  само 24.000 Јевреја је живело у Палестини уочи појаве ционизма у светским јеврејским заједницама у последње две деценије 19. века. Са геополитичким потресима изазваним избијањем Првог светског рата, раније калкулације, које су већ неко време истекле, довеле су до обнављања стратешких процена и политичког ценкања око Блиског и Далеког истока.

## Даља литература
- Schneer, Jonathan (2011). The Balfour Declaration: The Origins of the Arab-Israeli Conflict. Bloomsbury. ISBN 978-1-4088-0970-9.